# Neulapur
Neulapur (nep. नेउलापुर) – gaun wikas samiti w zachodniej części Nepalu w strefie Bheri w dystrykcie Bardiya. Według nepalskiego spisu powszechnego z 2001 roku liczył on 1756 gospodarstw domowych i 11730 mieszkańców (5825 kobiet i 5905 mężczyzn).